# Cylichnus neglectus
Cylichnus neglectus är en skalbaggsart som beskrevs av Louis Albert Péringuey 1902. Cylichnus neglectus ingår i släktet Cylichnus och familjen Melolonthidae. Inga underarter finns listade i Catalogue of Life.